# 瓦里亞什鄉
46°01′N 20°57′E / 46.017°N 20.950°E
瓦里亞什鄉（羅馬尼亞語：Comuna Variaș, Timiș），是羅馬尼亞的鄉份，位於該國西部，由蒂米什縣負責管轄，面積112平方公里，海拔高度96米，2002年人口6,061，人口密度每平方公里54人。